# 小林元郎
小林 元郎（こばやし もとお、1959年（昭和34年）9月21日 - ）は、日本の獣医師、博士（獣医学）。
成城こばやし動物病院代表、株式会社One Health取締役社長、株式会社101取締役。

## 来歴
1959年、東京都世田谷区成城に開業医の長男として生まれる。外科の開業医であった父親の影響で、幼い頃から「医者になって父の病院を継がなくてはならない」と思い込んでいたため、大学医学部を受験したが2回ほど不合格となる。父親から「獣医師はどうだ?」と提案され、北里大学の獣医学部を受験して合格した。1986年に同大学を卒業後、都内の動物病院で働き始めるも、熱意を持って働くことができず、結婚が決まったことも踏まえ、日本の動物医療との違いを学ぼうとアメリカ合衆国に留学する。
1990年から1992年まで、マンハッタンにある総合医療施設「Animal Medical Center」で研修し、「動物が元気になると社会も人も元気になる」というポリシーに触れる。「動物の医療を通じて人の幸せに貢献する」ことを目指して活動し、帰国後の1993年に「成城こばやし動物病院」を開業。
2012年には東京都獣医師会副会長に就任（2022年6月退任）。
2018年、「成城こばやし動物病院」の院長を引退、代表として病院経営に携わりながら、メディア監修や企業のペットビジネスプランへのアドバイスも行う。
2022年6月、東京都獣医師会副会長を退任後、「株式会社101（ワンオーワン）」取締役に就任。

## 著書
- 『猫と暮らしている人の やさしくわかる防災と避難』ナツメ社、2020年6月